# WP・ネル
WP・ネル（WP Nel、1986年4月30日 - ）は、ユナイテッド・ラグビー・チャンピオンシップ、エディンバラ・ラグビーに所属するラグビーユニオン選手。フルネームはWillem Petrus Nel。

## プロフィール
- 南アフリカ・ローリーフォンティーン出身。
- ポジションはプロップ(PR)。
- 身長 180cm、体重 115kg
- スコットランド代表キャップは50（2022年12月現在）でワールドカップ2015・2019のスコットランド代表に選ばれた[1]。
- バーバリアンズに選ばれたことがある[2]。

## 略歴
ウェスタン・プロヴィンス、ボーランド・カヴァリアーズ、フリーステイト・チーターズ、チーターズを経て、2012年、エディンバラに加入。 